# Henri Doucet
Pour les articles homonymes, voir Doucet.
Ne doit pas être confondu avec Henri-Lucien Doucet.
Henri Auguste Doucet, né à Pleumartin le 16 décembre 1883 et mort pour la France le 11 mars 1915, est un dessinateur et un peintre français.

## Biographie
Henri Doucet est issu d’une famille d’ouvriers et de paysans, son père était un manuchard (ouvrier de la Manufacture d'armes de Châtellerault). À partir de 1887, il étudie à l'école Saint-Gabriel. À la fin de ses études, ses parents le poussent à devenir peintre en bâtiment, parallèlement il suit les cours de dessin de Monsieur Mourgeon à Châtellerault.
Henri Doucet s'installe à Paris et travaille à la décoration des pavillons de l’Exposition universelle de 1900.
Résidant rue de Buci, il dessine d'après l'antique dans les galeries de l’École des Beaux-Arts et décide de se consacrer à l'étude de la peinture. Le peintre Jean-Léon Gérôme remarque ses talents et le fait travailler dans son atelier. Il passe le concours d'entrée à l’École des Beaux-Arts et arrive second, grâce à cela la ville de Châtellerault et le département de la Vienne lui accordent une bourse d'études. Il étudie à l’École des Beaux-arts jusqu'en 1907. Henri devient l'élève de Gabriel Ferrier, puis de Jean-Paul Laurens qui lui enseigne l'art des grandes compositions pour finir élève de Henri Martin avec lequel il travaille sur les décors du Capitole de Toulouse. Henri Doucet est pris comme modèle pour l'un des personnages de la composition Les Quais de Toulouse.

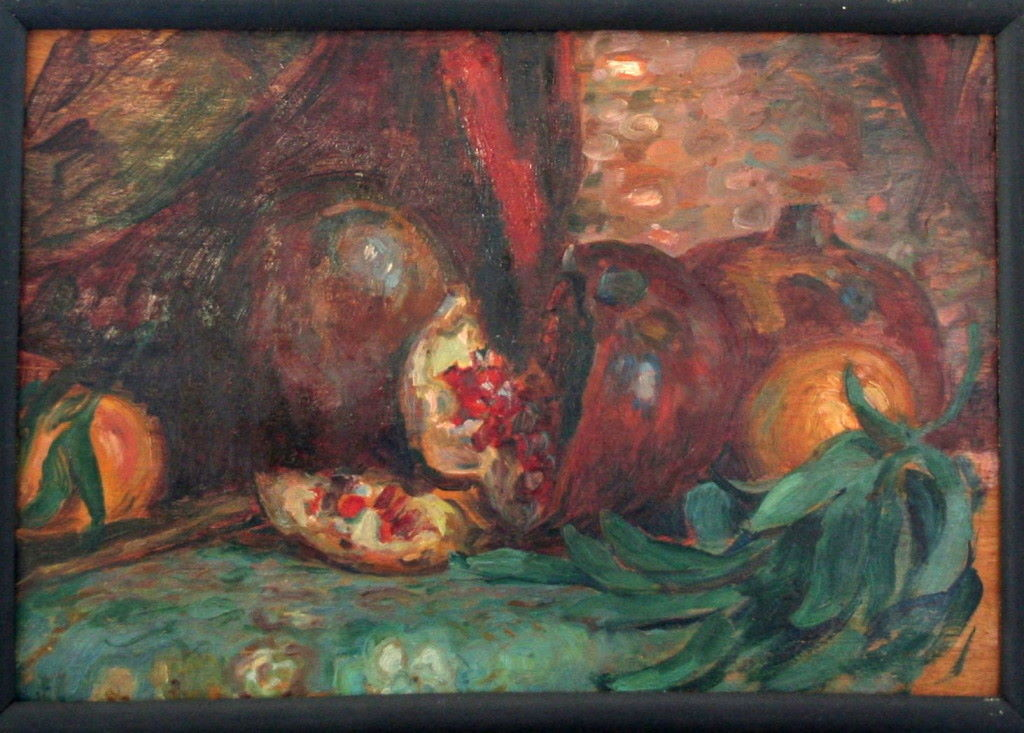
Henri Doucet, Grenades et Oranges.

En 1905, il effectue un séjour à Saint-Tropez où il rencontre Paul Signac qui l'initie à la technique néo-impressionniste. La même année, il entreprend un voyage en Italie où il visite Milan, Rome, Venise, Padoue, Florence, Sienne et Naples.
De retour à Paris, en 1907, il adhère au phalanstère de l’abbaye de Créteil, une communauté d’artistes fondée par Georges Duhamel et Charles Vildrac. Il y expose ses œuvres, notamment ses paysages de Venise. Il y fait le portrait de ses amis, comme ceux de Duhamel et Vildrac.
Après la dispersion du groupe de l’Abbaye, il s’installe à Paris avec Albert Gleizes, Maurice-Edme Drouard et Géo Printemps, dans un pavillon délabré situé au 7 de la rue du Delta, loué à la Ville par le docteur Paul Alexandre qui avait décidé de fonder une nouvelle colonie d’artistes. Henri Doucet présente Amedeo Modigliani au docteur Alexandre qui devint son premier mécène. Les influences de Paul Cézanne et des cubistes sont perceptibles à travers ses œuvres qu'il expose à partir de 1907 au Salon d'automne et au Salon des indépendants.
En 1912, à Londres, Henri Doucet participe à une exposition des Grafton Galleries, la Second post-impressionist Exhibition, après sa rencontre avec Roger Fry. Lors de ce séjour, il travaille pour les ateliers de Fry, Omega Workshops et Duncan Grant réalise son portrait. Fry le recommande à Walt Kuhn et Doucet expose en février 1913 à l'Armory Show.
Durant l'été 1913, Henri Doucet entreprend un second voyage en Italie avec le couple Vildrac. À la fin de l'année Jacques Copeau lui commande un décor pour l’Échange de Paul Claudel et Jacques Rouché lui demande de réaliser un décor pour Combat de Georges Duhamel.

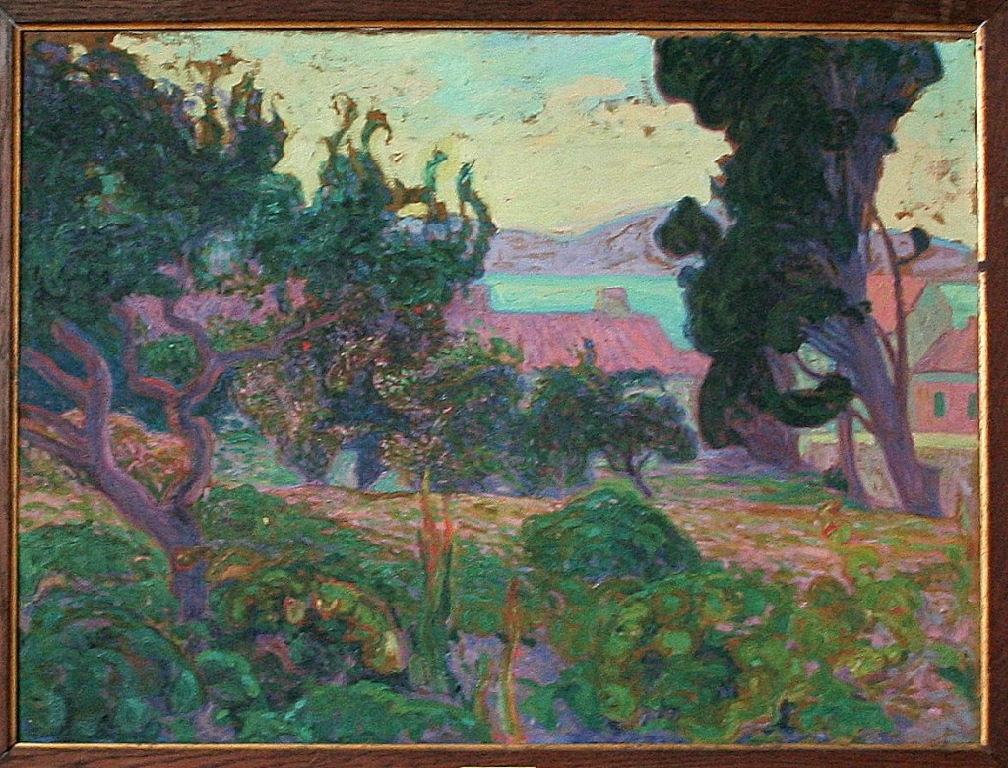
Henri Doucet, Jardin de Saint-Tropez.

Il s'installe à Villeneuve-lès-Avignon en 1914 avec sa compagne Camille Versal. Il participe à une exposition d'arts français au Musée Royal de Copenhague, la même année.
Lorsque la guerre éclate, le peintre n'est pas mobilisé car il n'a pas fait son service militaire, sa santé étant trop fragile. Malgré cela, à la fin de l'année 1914, il s'engage dans l'infanterie. Quelques jours après son arrivée dans les Flandres, il meurt au front le 5 mars 1915 à Hooge en Belgique près de l'Yser.
Sa compagne donna naissance à leur fille, après la mort de l'artiste, prénommée Blanche. Camille se maria avec le docteur Bilhaud qui adopta l'enfant et lui donna son nom. Blanche Bilhaud plus connue sous le nom de Blanchette Brunoy est devenue une actrice française.

## Œuvre

### Expositions de son vivant
- octobre-novembre 1908 : Salon d'automne, Paris
- décembre 1909 - juin 1910 : International Exhibition of Paintings, Sculpture, Prints and Drawings, Odessa, galerie Vladimir Izdebsky
- 1911 : XXII. Ausstellung der Berliner Secession, Berlin
- octobre-décembre 1912 : Second Post-Impressionist Exhibition. British, French and Russian Artists, Londres, Grafton Galleries
- février 1913 : Exposition de toiles, Paris, Galerie Eugène Druet
- février-avril 1913 : Armory Show, New York ; puis Chicago[3]
- octobre 1913 - janvier 1914 : Post-Impressionist and Futurist Exhibition, Londres, Doré Gallery
- janvier 1914 : The Grafton Group. Vanessa Bell, Roger Fry, Duncan Grant. Second Exhibition, Londres, Galleries of the Alpine Club
- mai-juin 1914 : 46. výstava S.V.U. Manes v Praze, Prague, Pavilion du Jardin Kinsky

### Reconnaissance posthume

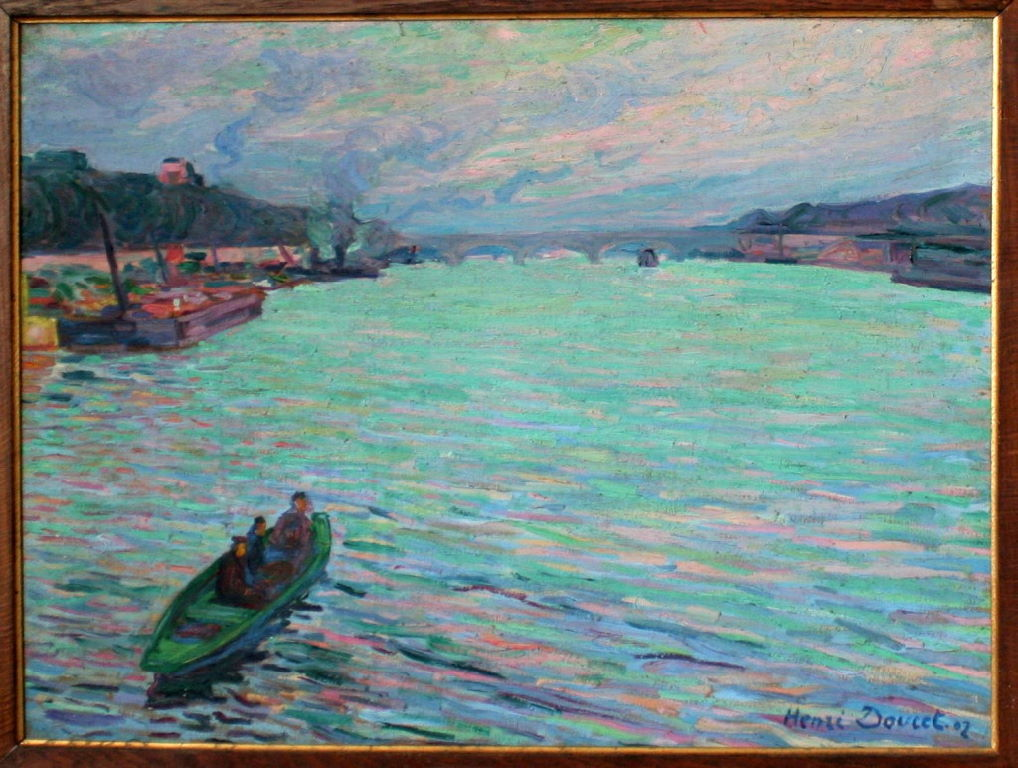
Henri Doucet, La Seine au pont d'Austerlitz.

En 1919, le Salon d'Automne présente les œuvres du peintre pour l'exposition des artistes morts pour la patrie. Le Salon des indépendants réalise une rétrospective sur l'artiste en 1926. Puis en 1948, Marc Sandoz, conservateur des musées de Poitiers, organise une rétrospective. En 1975, les Amis de l'Abbaye de Créteil, organisent une exposition aux Archives du Val-de-Marne en hommage à Henri Doucet.

### Collections publiques

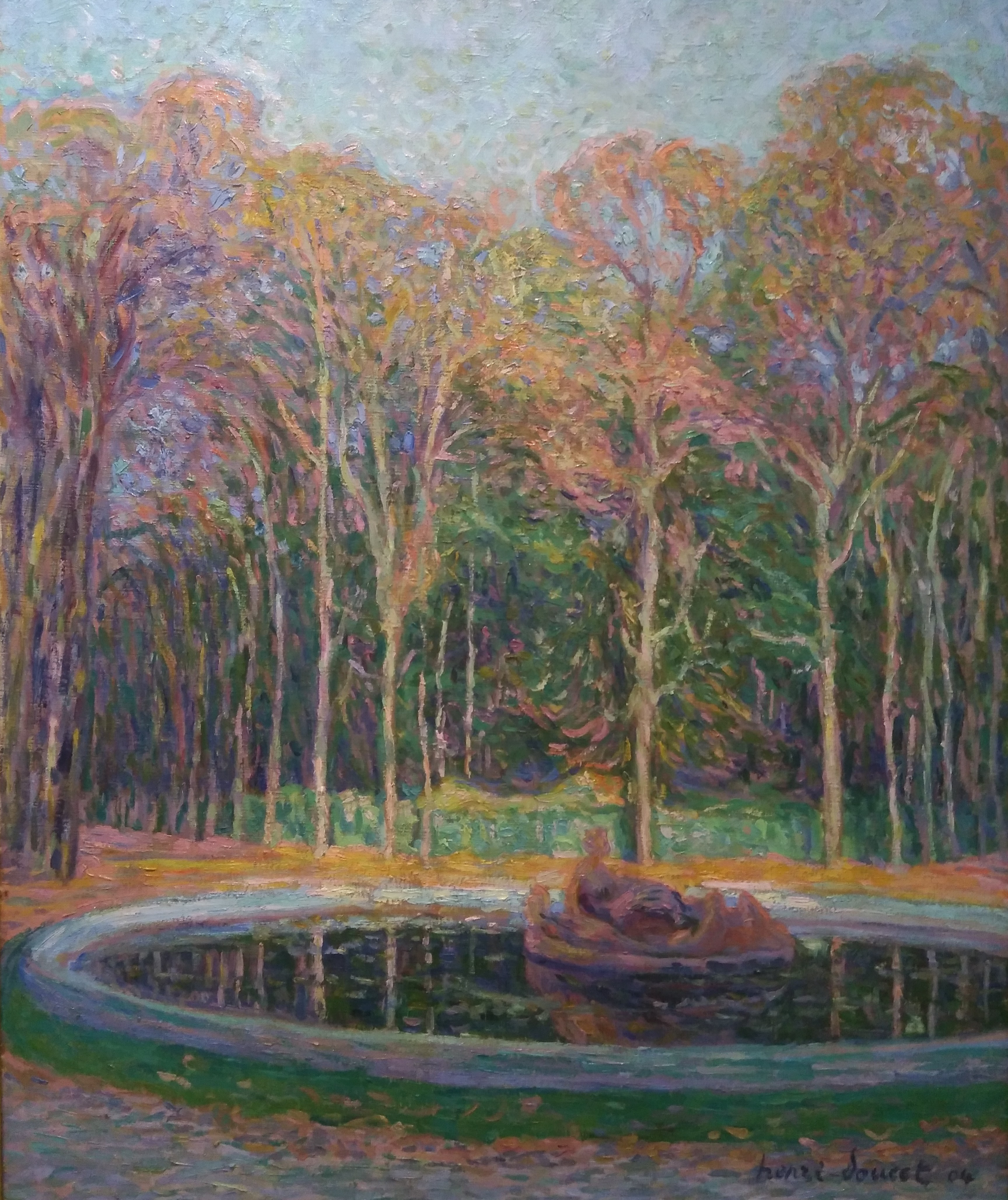
Henri Doucet, Pièce d'eau à Versailles,1904, musée Baron-Martin.

Il est représenté aux musées de Châtellerault, de Poitiers, de Gray, de Saint-Tropez, au musée Royal de Copenhague et à l'Institut Courtauld de Londres.
- Pièce d'eau à Versailles, huile sur toile, 65 x 54 cm, Gray (Haute-Saône), musée Baron-Martin ;
- Paysage à la mare, huile sur toile, 32 x 46 cm, Gray (Haute-Saône), musée Baron-Martin.

### Autres
- Place à Florence[2]
- Paysage de Provence[2]
- Jeune avignonnaise[2]
- Le Rhône à Avignon[2]
- La Route[2]
- Tête de femme[2]